# Кандриан, Ханс
Ханс Кандриан (нем. Hans Candrian, 6 марта 1938, Флимс, Граубюнден) — швейцарский бобслеист, разгоняющий, выступавший за сборную Швейцарии в конце 1960-х — середине 1970-х годов. Участник двух зимних Олимпийских игр, бронзовый призёр Гренобля, обладатель серебряных и бронзовых медалей чемпионатов мира, чемпион Европы.

## Биография
Ханс Кандриан родился 6 марта 1938 года в коммуне Флимс, кантон Граубюнден. С ранних лет увлёкся спортом, позже заинтересовался бобслеем и прошёл отбор в национальную сборную Швейцарии, присоединившись к ней в качестве разгоняющего. Сразу стал показывать неплохие результаты, в частности, на чемпионате Европы 1968 года в Санкт-Морице выиграл золото в зачёте четвёрок. Благодаря этому успеху, удостоился права защищать честь страны на Олимпийских играх в Гренобле, где, находясь в составе четырёхместного экипажа, куда также вошли пилот Жан Вики с разгоняющими Вилли Хофманом и Вальтером Графом, завоевал бронзовую медаль. Кроме того, его команда боролась здесь за место на подиуме в программе двухместных экипажей, но по итогам всех заездов оказалась лишь на девятой позиции.
Не менее удачным получился сезон 1970 года, когда Кандриан взял две бронзовые награды на чемпионате мира в Санкт-Морице. В 1971 году решил попробовать себя в роли пилота и на европейском первенстве в Кёнигсзее вместе с партнёром Петером Шерером финишировал вторым. Ездил соревноваться на Олимпийские игры 1972 года в Саппоро, ставил перед собой самые высокие цели, но в итоге так и не смог добраться до призовых мест, показав седьмое место в двойках и четвёртое в четвёрках.
В 1973 году добавил в послужной список серебряную награду с чемпионата мира в американском Лейк-Плэсиде, годом позже взял взял ещё одно серебро на мировом первенстве в Санкт-Морице. Конкуренция в сборной сильно возросла, поэтому вскоре Ханс Кандриан принял решение завершить карьеру профессионального спортсмена, уступив место молодым швейцарским бобслеистам.